# Gaydar
Gaydar ist ein Kofferwort aus den Teilen Gay und Radar. Es bezeichnet die Eigenschaft, Schwule oder Lesben zu erkennen. Tatsächlich basieren die Ergebnisse auf dem intuitiven Zusammenspiel weitgehend vorbewusster Eindrücke verschiedener Sinnesorgane. Der Begriff wird wie ein fiktives Sinnesorgan oder Messinstrument verwendet, das ausschlägt, sobald man Homosexuelle zu erkennen glaubt.

## Wortbedeutung und Übersetzung
Im Jahre 2000 wurde das Wort ins Oxford Compact English Dictionary aufgenommen. Es wird als Anglizismus auch im Deutschen und in anderen Sprachräumen verwendet. Das Pendant „Lesdar“ wird auch im Englischen nur selten verwandt.
Das englische Wort „gay“ kann sich sowohl auf Männer („gay men“) als auch auf Frauen („gay women“) beziehen. Eine Übersetzung mit „Schwulenradar“ ist im heutigen Sprachgebrauch einengender, denn es kann auch „Lesbenradar“ oder beides gemeint sein. Die Übersetzung als „Homoradar“ wird jedoch auf Deutsch nur sporadisch verwendet.

## Funktionsweise
Offensichtliche Stereotype bilden nur zu einem Teil die Grundlage zu Gaydar und werden von Schwulen und Lesben auch differenzierter wahrgenommen als von Personen, die persönlich keine oder nur wenige Homosexuelle kennen und kein Interesse an der Thematik haben. Wichtig sind auch kleine, oft subtile Details, Verhaltensweisen, bestimmte Ausdrucksarten, Blicke (zum Beispiel einen Moment zu lang; wichtige Kommunikationsart beim Cruising), der Umgang mit dem möglicherweise anwesenden Partner und auf jeden Fall aufmerksame Beobachtung und Training, um das Gaydar zu perfektionieren. Mehrere Studien ergaben, dass homosexuelle Männer und Frauen aufgrund verschiedener Faktoren wie Geruch, der nicht bewusst wahrnehmbar ist (Pheromon), Erscheinung und Sprache leichter in der Lage sind, andere Homosexuelle zu identifizieren.
1863 veröffentlichte Johann Ludwig Casper einen ihm anonym zugegangenen Text, der die früheste bisher bekannte Selbstbeschreibung eines Berliner Schwulen im modernen Sinne ist. Darin heißt es:

„Sie müssen jedoch nicht wähnen, diese Neigung [die Homosexualität] sei allzuverbreitet. O nein! Die gütige Natur hat uns einen gewissen Instinct verliehen, der uns, gleich einer Brüderschaft, vereint; wir finden uns gleich, es ist kaum ein Blick des Auges, wie ein electrischer Schlag, und hat mich bei einiger Vorsicht noch nie getäuscht.“

## Wissenschaftliche Untersuchungen
Eine US-Studie von 2015 zeigte, dass kein „Gaydar-Besitzer“ nur anhand von vorgelegten Fotos eine Trefferquote erzielen konnte, die signifikant von der Zufälligkeit abwich.
Studien mit Pheromonen des Monell Chemical Senses Center in Philadelphia und des Karolinska Institutet in Stockholm aus dem Jahre 2005 ergaben, dass „Schwule gut darin waren, den Duftstoff von anderen Schwulen zu erkennen“ und diesen bevorzugten. Untersuchungen an Lesben waren zum damaligen Zeitpunkt noch nicht abgeschlossen.
William Lee Adams, ein Harvard-Student, fand in einer Studie für seine Senior-Arbeit heraus, dass homosexuelle Männer und Frauen vor allem Schwule mit größerer Sicherheit und innerhalb kürzester Zeit nur anhand von Stummfilmen und Fotografien (beide vom Hals aufwärts sowie ohne Schmuck und Makeup) erkennen konnten. Lesben waren schwerer zu erkennen und wurden in größerem Maße sowohl von homosexuellen wie von heterosexuellen Menschen fälschlich für heterosexuell gehalten. Die Studie basierte auf früheren Arbeiten seines jetzt an der Tufts University lehrenden Studienratgebers Nalini Ambady, welche 1999 veröffentlicht wurden, sich nicht nur auf das Gesicht konzentrierten und zum selben Ergebnis kamen. Die zu erkennenden Personen in dieser Studie kamen primär aus lesbischwulen Studentenverbindungen; bei den Standbildern wurden durchschnittlich 55 % richtig erkannt und bei den Zehn-Sekunden-Filmen durchschnittlich 70 %.
Eine ähnliche Arbeit von Rudolph Gaudio aus dem Jahr 1994 zeigte, dass dies auch mit Stimmen funktioniert. Diese Erkenntnisse wurden von Ron Smyth und seinen Kollegen an der University of Toronto ausgearbeitet und 2003 veröffentlicht.

## Rezeption in der Populärkultur
- In der Episode „The One Where Nana Dies Twice“ (1994) der Fernsehserie Friends hat Chandler eine Diskussion mit einem schwulen Arbeitskollegen über Gerüchte, dass er selber schwul sei. Der Kollege meint, dass er wisse, dass Chandler es nicht sei, da er fast immer sagen könne, ob jemand schwul sei oder nicht. Ironisch fügt er hinzu, dass „seine Leute“ „eine Art von Radar“ hätten.
- In der The Puppy Episode (S4E22, S4E23, Outing, amerikanische Erstausstrahlung 30. April 1997) der Fernsehserie Ellen lernt die Figur Ellen das Konzept des Gaydars als Teil ihres Coming-out-Prozesses. Sie erklärt es dann ihren Freunden mit den Worten: „I must be giving off one of those vibes again. That’s what we do… we give off vibrations and then we pick up the vibrations from our gaydar… so I’ve heard.“ („Ich muss wieder eine dieser Schwingungen ausstrahlen. Das ist es, was wir tun… wir strahlen diese Schwingungen aus und dann fangen wir diese Schwingungen mit unserem Gaydar auf… so habe ich es gehört.“)
- In der Episode Let’s Do It (S1E02, amerikanische Erstausstrahlung 2004) der Fernsehserie The L Word – Wenn Frauen Frauen lieben bestätigt Dana Fairbanks ihren Mangel an Gaydar, indem sie gegenüber Alice und Shane einräumt, dass es ihr nicht möglich sei, die Signale der Leute um sie herum zu erkennen.
- In der Episode It’s Good to Be Queen (S1E19, amerikanische Erstausstrahlung Februar 2006) der Fernsehserie American Dad ist der Charakter Stan mit einem Gaydar an seinem Handgelenk ausgerüstet, welches zu dieser Zeit aber nicht zu funktionieren scheint.
- Gaydar Radio ist eine digitale Radiostation im Vereinigten Königreich für schwules und lesbisches Zielpublikum, welche in den Gebieten London und Brighton zu empfangen ist.[13]
- In der Futurama-Episode Begegnung mit Zapp Brannigan besitzt Bender einen Gaydar, ein elektronisches Gerät das Homosexualität aufspürt. Das Gerät zeigt fast alle Männer als schwul an.

## „Fruit machine“
In Kanada wurde ein Gerät zur Erkennung von Schwulen und Lesben entwickelt. Scherzhaft wird es als „Fruit machine“ bezeichnet, da „fruit“ eine umgangssprachliche – meist negative – Bezeichnung für Homosexuelle ist. Gleichzeitig ist „Fruit machine“ im britischen Englisch ein Synonym für einen Einarmigen Banditen. In den 1950ern und 1960ern galten Homosexuelle nach Ansicht der Royal Canadian Mounted Police (RCMP) als Sicherheitsrisiko. Es wurde relativ viel Energie aufgewendet, um Homosexuelle zu erkennen und aufzuspüren. Bis 1967 wurden über 9.000 Namen von der Homosexualität verdächtigten Personen gesammelt und einige verloren ihren Arbeitsplatz.
Diese Unternehmungen führten auch dazu, dass die RCMP zusammen mit einem Psychologen der Carleton University versuchte, ein Messgerät zu entwerfen, welches aufgrund „objektiver“ wissenschaftlicher Methoden die Sexuelle Orientierung erkennen können sollte. Es basierte auf der Änderung der Pupillengröße. Wenn ein für den Betrachter interessantes Objekt auftauchte, sollten sich die Pupillen erweitern. An einem Stuhl war ein schwarzer Kasten montiert, in dem Bilder von angezogenen bis nackten Frauen und Männern gezeigt wurden. Eine Kamera maß die Pupillengröße. Den zu untersuchenden Personen sagte man, dass das Gerät Stress messe. Das Gerät sollte dazu dienen, Personen aus den Gruppen der vermuteten Homosexuellen sowie jener, die der Homosexualität explizit verdächtigt wurden, der Kategorie der gesicherten Homosexuellen zuzuordnen und auch verhindern, dass homosexuelle Beamte eingestellt werden. Probleme gab es vor allem, Versuchspersonen zu bekommen. Die Versuche wurden 1967 eingestellt. Dossiers über homosexuelle Personen wurden aber weiter geführt. Ein im kanadischen Kriegsmuseum in Ottawa stehendes Elektropsychometer war kein Teil der „Fruit Machine“. Ob irgendwo noch eine „Fruit Machine“ existiert, ist unbekannt.